# Metrogorodok
Metrogorodok je jedním z rajónů Moskvy. Nachází se na severovýchodě města, je součástí Východního administrativního okruhu. Nachází se nedaleko od rajónu Sokolniki a rozlehlého sokolnického parku. Žije zde na rozloze 54 km² přes 30 000 lidí.
Metrogorodok, jak už název napovídá, byl vybudován v 30. letech 20. století, v době, kdy se začalo budovat Moskevské metro. Předtím se zde nacházelo pouze několik menších chat, osídlení bylo roztroušené. Postupem času se však Metrogorodok stal spíše průmyslovou oblastí, neboť je zde dobré napojení na železnici (na železniční okruh kolem metropole). V současné době probíhá rekonstrukce některých domů.